# Cryptochrostis flava
Cryptochrostis flava är en fjärilsart som beskrevs av William Schaus 1912. Cryptochrostis flava ingår i släktet Cryptochrostis och familjen nattflyn. Inga underarter finns listade i Catalogue of Life.